# Калиновка (Рыбновский район)
Кали́новка — село в Рыбновском районе Рязанской области. Входит в Пионерское сельское поселение

## История
Самое раннее из известных упоминаний относится к 1676 году — как село Кобыльское Михайловского уезда. По преданию здесь в старину были угодья царского конного завода.
Также встречаются другие названия села — Кобыльский погост и Кобыльск.
В XVIII веке здесь была Никольская церковь с приделом во имя Нерукотворного Образа Спаса, что отразилось в одном из названий села — Погост Николо-Кобыльский.
В 1814 году на месте сгоревшей церкви был возведён каменный Спасский храм.
В 1966 г. указом Президиума Верховного Совета РСФСР село Николо-Кобыльское переименовано в село Калиновка.
В 2004 году вошло в сельское поселение Пионерское Рыбновского района Рязанской области.

## Население
| 1859 | 1906 | 2010 |
| ---- | ---- | ---- |
| 266  | ↗427 | ↘74  |

По данным 1859 года, в селе Кобыльское было 40 дворов и 266 жителей. В 1906 году — 60 дворов и 427 жителей.

## Люди, связанные с селом
В селе родился Иван Богословский, ставший епископом Русской православной церкви.